# Chadet
Der Chadet ist ein kleiner Fluss im südlichen Zentrum von Frankreich, der im Département Cher der Region Centre-Val de Loire südlich der Stadt Saint-Amand-Montrond verläuft.

## Geografie

### Verlauf
Der Chadet entspringt nahe der Autobahn A71 im nordwestlichen Gemeindegebiet von Épineuil-le-Fleuriel, entwässert nach einem anfänglichen Haken nach Nordwest generell in nördlicher Richtung und mündet nach rund 17 Kilometern unter dem Namen Ruisseau de la Roche im Gemeindegebiet von Ainay-le-Vieil als linker Nebenfluss in den Cher. Im Oberlauf verschwindet der Chadet auf einer Länge von etwa 600 Metern im Untergrund. Vor Ainay-le-Vieil quert der Fluss die Bahnstrecke Bourges–Miécaze, im Ort selbst umfließt er dann die zum Schloss gehörige Parkanlage und sorgt für deren Bewässerung. Im Unterlauf quert er noch zweimal den ehemaligen Schifffahrtskanal Canal de Berry.

### Orte am Fluss
(Reihenfolge in Fließrichtung)
- Réveillère, Gemeinde Épineuil-le-Fleuriel
- Chadet, Gemeinde La Celette
- La Roche Bridier, Gemeinde La Celette
- Le Moulin de la Roche, Gemeinde Ainay-le-Vieil
- Le Moulin de Beuvron, Gemeinde La Celette
- Ainay-le-Vieil